# Rhizocephalus orientalis
Rhizocephalus orientalis es la única especie del género monotípico Rhizocephalus de plantas herbáceas perteneciente a la familia de las poáceas. Es originaria del centro y sudoeste de Asia.

## Descripción
Es una planta herbácea enana anual. Los culmos alcanzan un tamaño de 1-3 cm de alto (es decir, casi sin tallos); las hojas mayormente basales;  no auriculadas con los márgenes de las vainas libres. Las láminas de las hojas linear-lanceoladas; estrechas; de 1-4 mm de ancho; plana, o plegada; sin venación en cruz. La lígula una membrana no truncada de 2 mm de largo.Es una planta  bisexual, con espiguillas bisexuales; con los floretes hermafroditas. Las espiguillas todas por igual en la sexualidad. Inflorescencia paniculada. Espiguillas 3-7 mm de largo; no comprimen notablemente. Raquilla termina con un florete femenino fértil.  
Glumas dos; más o menos iguales; más cortas que los lemas adyacentes; poco peludas (con pelos claviformes) ; puntiagudas (aguda); sin aristas; no carinada. Espiguillas con sólo floretes femeninos fértiles.

## Taxonomía
Rhizocephalus orientalis fue descrita por  Pierre Edmond Boissier y publicado en Diagnoses Plantarum Orientalium Novarum, ser. 1, 5: 69. 1844.
Etimología
Rhizocephalus: nombre genérico que deriva de las palabras griegas: rhiza (raíz) y cefalia (cabeza), que se refiere a las cabezas casi sésiles de las espiguillas.
orientalis: epíteto geográfico que alude a su localización en el Oriente.
Sinonimia
- Crypsis pygmaea Jaub. & Spach
- Heleochloa orientalis (Boiss.) Dinsm.
- Heleochloa pygmaea (Jaub. & Spach) B.D.Jacks.
- Heleochloa turkestanica Litv.
- Rhizocephalus turkestanicus (Litv.) Roshev.[3][4]